# Подґає (Великопольське воєводство)
Подґає (пол. Podgaje, нім. Flederborn) — село в Польщі, у гміні Оконек Злотовського повіту Великопольського воєводства.
Населення — 373 особи (2011).
У 1975-1998 роках село належало до Пільського воєводства.

## Демографія
Демографічна структура станом на 31 березня 2011 року:
|          | Загалом | Допрацездатний вік | Працездатний вік | Постпрацездатний вік |
| -------- | ------- | ------------------ | ---------------- | -------------------- |
| Чоловіки | 188     | 42                 | 131              | 15                   |
| Жінки    | 185     | 39                 | 103              | 43                   |
| Разом    | 373     | 81                 | 234              | 58                   |